# Simón de Montfort, VI conde de Leicester
Simón V de Montfort, VI conde de Leicester (23 de mayo de 1208-4 de agosto de 1265) fue un noble franco-inglés, notable como principal líder de la oposición baronal al gobierno del rey Enrique III de Inglaterra. Tras la rebelión de 1263 y 1264, De Montfort se convirtió de facto en el gobernante de Inglaterra y convocó el primer parlamento directamente electivo de la Europa medieval. Es por esto que se considera a De Montfort uno de los padres de la democracia parlamentaria moderna.

## Infancia y juventud
Era el hijo más joven de Simón IV de Montfort, un noble y cruzado francés, y de Alix de Motmorency. Su abuela paterna era Amicia de Beaumont, coheredera al título de conde de Leicester y a las extensas propiedades de su padre Robert de Beaumont, III conde de Leicester, pero el rey Juan I de Inglaterra no estaba dispuesto a permitir que un súbdito francés tomara posesión de unas tierras tan vastas.
Durante su infancia, acompañó a sus padres en las cruzadas contra los cátaros. Estaba con su madre cuando su padre murió durante el Sitio de Toulouse (1217–1218) tras recibir el impacto de una piedra en la cabeza. A la muerte de su padre, su hermano mayor Amaury de Montfort le sucedió al frente de la familia. Otro de sus hermanos, Guy, resultó muerto durante el sitio de Castelnaudary en 1220 y es posible que el propio Simón participara en las Cruzadas albigenses durante los años veinte del siglo XIII.
En 1229, Amaury y Simón acordaron que Amaury renunciaría a sus derechos en Inglaterra, mientras que Simón haría lo propio con sus derechos en Francia. De esta forma, Simón renunciaba a todas sus obligaciones con la Corona francesa, por lo que pudo tomar posesión de sus propiedades en Inglaterra al año siguiente, aunque pasarían varios años hasta alcanzar la plena posesión de las tierras y recibir el título de conde que le correspondía por herencia.
Simón era primo lejano del nuevo rey Enrique III. Su antepasado Simón I de Montfort, era el padre de Bertrande de Montfort, bisabuela paterna del rey Enrique II de Inglaterra.

## Matrimonio real
En enero de 1238, De Montfort contrajo matrimonio con Leonor de Inglaterra, hija del rey Juan I y de Isabel de Angulema, y hermana de Enrique III de Inglaterra. Aunque el matrimonio contó con la aprobación real, fue celebrado en secreto y sin informar a los grandes barones del reino, como debería haberse hecho en un enlace de tal importancia. Leonor había estado casada con anterioridad con William Marshal, II conde de Pembroke y había hecho voto perpetuo de castidad cuando este murió, teniendo ella solamente dieciséis años. Este voto se rompió al casarse con De Montfort. El arzobispo de Canterbury, Edmund Rich, condenó el matrimonio por esta razón. Los nobles ingleses criticaron el matrimonio de la hija del rey con un noble extranjero de escaso rango; de hecho, el hermano de Leonor, Ricardo de Cornualles llegó a levantarse en armas cuando tuvo noticia del matrimonio. Enrique III logró finalmente tranquilizarle abonando 6000 marcos por llegar a la paz.
Las relaciones entre el rey y De Montfort fueron cordiales al principio. Enrique apoyó a De Montfort cuando este partió hacia Roma en marzo de 1238 en busca de la aprobación papal de su matrimonio. Cuando nació el primer hijo de Simón y Leonor en noviembre de 1238, fue bautizado con el nombre de Enrique en honor a su tío. Finalmente, en 1239, Simón de Montfort fue investido conde de Leicester. Actuó también como consejero real y fue uno de los nueve padrinos del primogénito del rey, el futuro Eduardo I.

## Cruzada y enfrentamiento con el rey

Escudo de Simons de Montfort, 6º conde de Leicester

Poco después del nacimiento del Príncipe Eduardo, sin embargo, se produjo una ruptura. Simón debía una gran cantidad de dinero a uno de los tíos de la reina Leonor, Tomás II de Saboya y nombró al rey como aval para la devolución del dinero. Enrique III no fue informado de esto, y cuando descubrió que De Montfort le había nombrado se enfureció. El 9 de agosto de 1239 se enfrentó a De Montfort, llamándole excomulgado y amenazando con encarcelarle en la torre de Londres. «Sedujiste a mi hermana», dijo el Rey, «y cuando lo descubrí, te la entregué contra mi voluntad para evitar el escándalo». Simón y Leonor huyeron a Francia para escapar de la ira de Enrique III.
Simón aprovechó su viaje para recaudar fondos y partir en cruzada a Tierra Santa, aunque no hay evidencia de que combatiera. Ese otoño, partió desde Siria para unirse a las tropas de Enrique, acuarteladas en Poitou. La campaña fue un absoluto fracaso y De Montfort declaró que el rey debería estar encerrado como Carlos el Simple. Al igual que su padre, Simón era un soldado duro e implacable, y un administrador capaz. Su disputa con el monarca se vio agravada debido en parte a la indiferencia del rey ante el descontento de sus nobles ingleses, descontento causado por el hambre y por la percepción de que Enrique III estaba más pendiente de sus parientes poitevinos y saboyanos.
En 1248, De Montfort tomó nuevamente la cruz con el propósito de seguir a Luis IX de Francia a Egipto en lo que iba a ser la Séptima Cruzada. Pero, ante las reiteradas peticiones del rey y del Consejo, abandonó este proyecto para ejercer como gobernador de Gascuña, un territorio hostil y poco colonizado por los ingleses. La contundencia con la que De Montfort actuó a la hora de suprimir los excesos de la alta nobleza y de imponer el orden suscitó las protestas de los súbditos de Enrique, que decidió iniciar una investigación de la administración del conde. De Montfort fue formalmente absuelto de las acusaciones de opresión, pero su versión fue disputada por Enrique y Simón se retiró disgustado a Francia en 1252. Los nobles franceses le ofrecieron la regencia del reino, vacante tras la muerte de la reina Blanca de Castilla, pero el conde de Leicester prefirió hacer las paces con el monarca inglés y regresó a la isla en 1253. Ayudó a Enrique III en sus problemas gascones, pero su reconciliación fue sólo temporal.
Durante el parlamento de 1254, Simón encabezó la oposición en contra de los subsidios solicitados por el rey. Entre 1256 y 1257, cuando el descontento ya se había generalizado entre la población de toda clase, De Montfort se unió a la causa real. Junto con Pedro de Saboya llevó a cabo el difícil cometido de librar al rey de los compromisos adquiridos con el Papa en relación con la Corona de Sicilia; de hecho, los escritos del monarca inglés durante estos años se refieren a De Montfort en términos amistosos. Pero en el «Parlamento Loco» de Oxford, en 1258, De Montfort se unió al partido del conde de Gloucester en oposición al monarca. Se dice que Leicester aprobó de mala gana la constitución oligárquica creada por las Provisiones de Oxford[cita requerida], pero fue uno de los quince miembros elegidos para formar parte del consejo supremo que controlaría la administración. Se puede pensar con más acierto que a De Montfort le disgustaba el clasismo con el que los victoriosos barones hacían uso de la victoria, y probablemente hubiera preferido llegar a un acuerdo con los Realistas moderados, dirigidos por el Príncipe Eduardo. Pero la reacción propiciada de la corona, que consiguió sembrar la división entre los barones frustró estos planes. En 1261, Enrique III revocó su aceptación de las Provisiones y De Montfort abandonó el país.

## Guerra contra el rey
Simón de Montfort regresó a Inglaterra en 1263, invitado por los barones que se habían convencido de la hostilidad del rey hacia las reformas. Su propósito era restaurar el sistema establecido por las Provisiones y para ello encabezó la rebelión contra el monarca. Durante algunas semanas tuvo a los realistas a su merced, pero cometió el error de aceptar la propuesta de Enrique III de someter la cuestión al arbitraje de Luis IX de Francia. En enero de 1264, en Amiens, el monarca francés decidió que las Provisiones eran ilegales e inválidas. De Montfort, que había permanecido en Inglaterra, reinició la guerra, exponiéndose a ser declarado perjuro, de lo que únicamente pudo defenderse, afirmando que esperaba un auténtico compromiso. Aunque únicamente contaba con el apoyo de las ciudades y algunos barones jóvenes, consiguió vencer en la batalla de Lewes, el 14 de mayo de 1264, haciendo prisioneros al rey, al Príncipe Eduardo y a Ricardo de Cornualles. De Montfort estableció entonces un triunvirato formado por él mismo, el joven conde de Gloucester y el obispo de Chichester, situando a sus partidarios en los puestos relevantes[cita requerida]. No obstante, De Montfort desarrolló simultáneamente un plan para establecer el control parlamentario sobre los gobernantes, incluyendo a los triunviros. El Parlamento de 1265, conocido como Parlamento de Montfort, fue una asamblea muy numerosa.
De Montfort envió entonces representantes a cada uno de los condados y a ciertos boroughs, solicitando el envío de dos representantes; esta no era la primera ocasión en que se reunía un Parlamento en Inglaterra, pero el Parlamento de Montfort tenía la peculiaridad de que los representantes deberían ser elegidos. Del conde de Leicester deriva la idea moderna de Parlamento democrático representativo. La lista de boroughs con derecho a representación fue incrementándose progresivamente a lo largo de los años, a medida que los monarcas promulgaban los correspondientes fueros. El último fue el de Newark en 1674.
El derecho a votar en las elecciones parlamentarias para la constitución de condados se extendió por todo el país, concediendo el derecho a todo aquel que poseyera una extensión de tierra capaz de generar 40 chelines. En los Boroughs, cada uno tenía sus propias condiciones.
La reacción contra este nuevo gobierno fue baronal antes que popular; los señores de las Marcas Galesas se mostraron especialmente resentidos con De Montfort por su alianza con Llywelyn ap Gruffydd, príncipe de Gales. De hecho, el Tratado de Pipton, firmado el 22 de junio de 1265 entre Leicester y Llywelyn, muestra poca consideración hacia los intereses ingleses.
Por otra parte, muchos de los barones inicialmente partidarios de Montfort comenzaron a retirarle su apoyo al considerar que las reformas estaban llegando demasiado lejos. El Príncipe Eduardo escapó y Gilbert de Clare, conde de Gloucester y principal aliado de Montfort, abandonó la causa de Leicester llevándose a todos sus hombres con él. Aunque reforzado por la infantería galesa proporcionada por Llywelyn ap Gruffyd, el ejército de De Montfort quedó seriamente debilitado. Eduardo aprovechó para atacar a De Montfort en Kenilworth, capturando a varios de sus aliados. El propio De Montfort había cruzado el río Severn con el resto de su ejército para intentar reunirse con su hijo Simón VI de Montfort, el Joven. Cuando el conde de Leicester divisó un ejército aguardándole en Evesham, inicialmente pensó que se trataba de tropas reunidas por su hijo; pero realmente se trataba del Príncipe Eduardo, que usando las banderas capturadas en Kenilworth le había tendido una trampa.

## Muerte

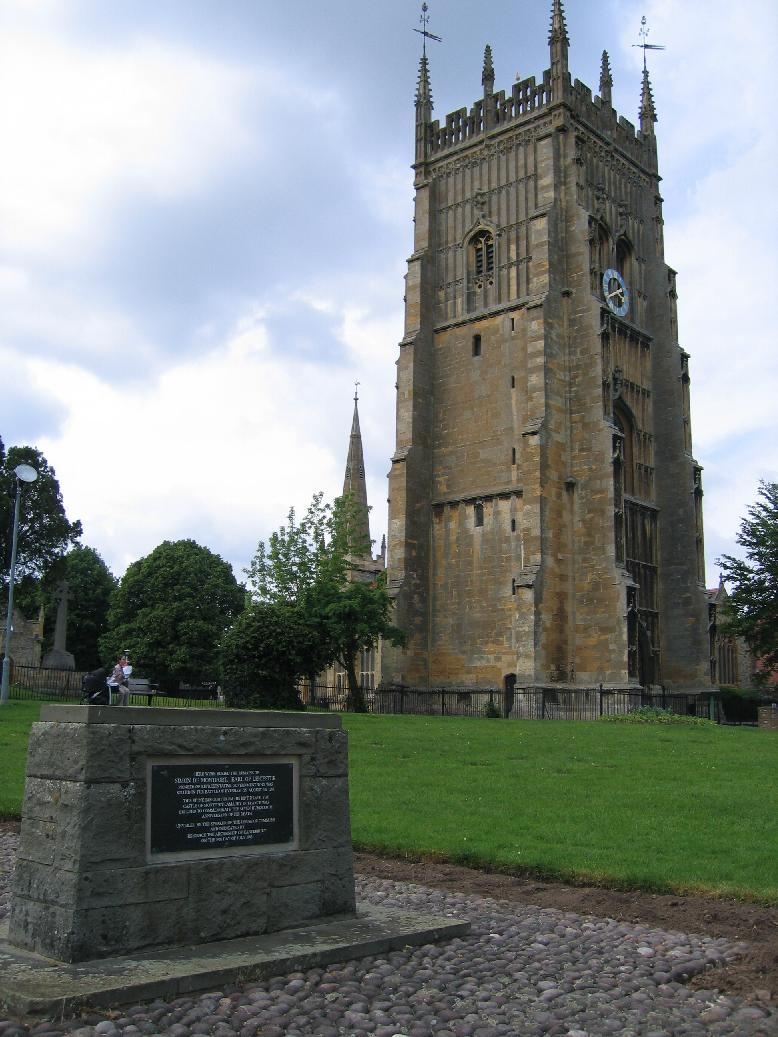
Lápida conmemorativa en el sitio de la tumba de Montfort en Evesham.

Simón de Montfort falleció durante la batalla de Evesham, el 4 de agosto de 1265, y fue enterrado en la cercana Abadía de Evesham. Montfort había esperado encontrar a su hijo y, disponiendo de dos ejércitos, tratar de derrocar al Príncipe Eduardo. Sin embargo, Eduardo I había conseguido capturar a su hijo Simón y le estaba esperando en Evesham para aniquilarlo. Cuando De Montfort comprendió la jugada, decidió lanzar una última carga contra las tropas realistas. Desde la iglesia de Evesham, Montfort y sus tropas atacaron cuesta arriba a un ejército netamente superior que les destruyó. De hecho, los cronistas describieron la batalla como el «crimen de Evesham, porque batalla no hubo».

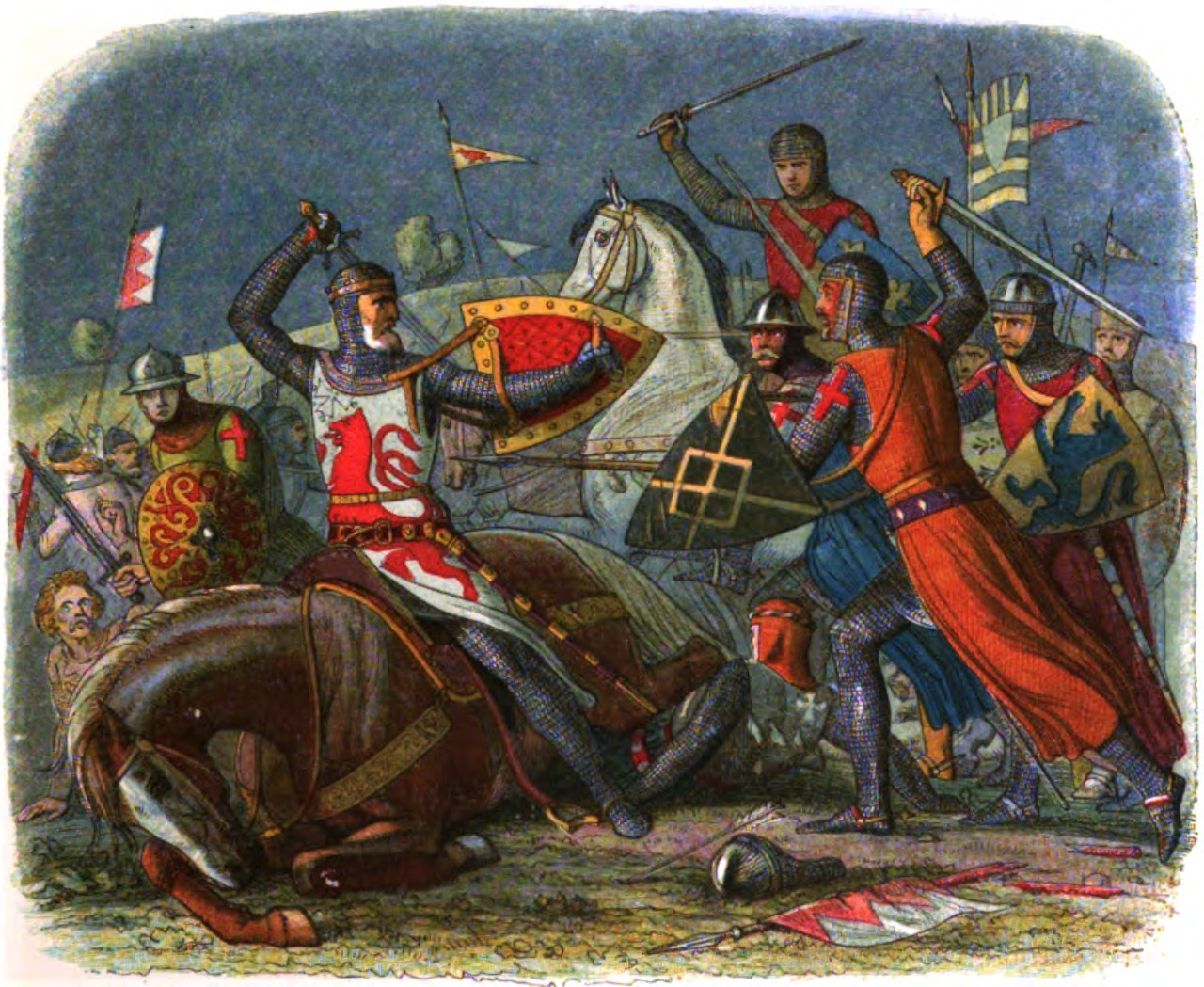
Muerte de Simón de Montfort. James William Edmund Doyle (1864).

El cuerpo del conde de Leicester fue descuartizado y los trozos fueron entregados a los Lores que más se habían distinguido en la lucha contra él. Su cabeza fue enviada al castillo de Wigmore por el Baron de Mortimer como regalo a su esposa Maud. El resto de su cuerpo fue enterrado bajo el altar de la Abadía de Evesham por algunos sacerdotes.
Fue visitado como un lugar sagrado por numerosos comuneros hasta que Enrique III se enteró y declaró que Simón de Montfort no merecía descansar en un lugar sagrado y ordenó que fuera enterrado bajo un árbol cualquiera. Restos de sus hombres fueron encontrados en la cercana villa de Cleeve Prior.

## Legado
En los años posteriores a su muerte, la tumba de Simón de Montfort recibió visitas de peregrinos. Hubo un intento de canonización, aunque no cuajó debido a la oposición de la Corona inglesa.[cita requerida]
En la actualidad, De Montfort es recordado por haber convocado el primer parlamento directamente electivo de la historia, y es considerado uno de los padres de la democracia moderna. Además, uno de sus capitanes, Roger Godberd continuó combatiendo hasta 1272 en la zona del bosque de Sherwood y a este se le considera uno de los posibles inspiradores de la leyenda de Robin Hood.
Napoleón Bonaparte describió a Simón de Montfort como «uno de los ingleses más grandes».

## Matrimonio y descendencia
Simón de Montfort y Leonor de Inglaterra tuvieron siete hijos, algunos de los cuales alcanzaron posiciones importantes por sus propios méritos:
1. Enrique de Montfort (1238-1265)
2. Simón VI de Monfort (1240-1271)
3. Amaury de Montfort, canónigo de York (1242/1243-1300)
4. Guy de Montfort, conde de Nola (1244-1288)
5. Joanna de Montfort (nacida y muerta en Burdeos entre 1248 y 1251)
6. Richard de Montfort (muerto en 1266)
7. Leonor de Montfort (1252–1282). Contrajo matrimonio con Llywelyn ap Gruffudd, Príncipe de Gales. Eleanor, Señora de Gales, falleció el 19 de junio de 1282.

El último descendiente de la familia en llevar el apellido familiar fue Marie-Jean-Baptiste-Benoît de Montfort (1784–1839), II marqués de Chardonnay, señor de La Marne, de La Malloniere y de Bicherel.